# Nikolaus Wark
Nikolaus Wark (* 18. Januar 1881 in Böwen, Stauseegemeinde, Luxemburg; † nach 1938) war ein luxemburgischer Metallurg.

## Leben und Tätigkeit
Wark studierte von 1904 bis 1909 an der Technischen Hochschule Aachen. 1912 promovierte er mit einer Arbeit zum Eisencarbid zum Dr. rer. nat.
Ab 1911 war Wark in der  Industrie tätig, zuletzt als technischer Direktor der Reinholdshütte (Stahlwerk Becker). 1934 erhielt er einen Lehrauftrag für die Metallurgie des Eisens an der TH Aachen.
Um 1938 floh Wark aus in der Literatur bisher nicht geklärten Gründen ins Ausland. Von den nationalsozialistischen Polizeiorganen wurde er als Staatsfeind eingestuft. 1940 wurde er vom Reichssicherheitshauptamt in Berlin, das ihn in Großbritannien vermutete, auf die Sonderfahndungsliste G.B. gesetzt, ein Verzeichnis von Personen, die im Falle einer erfolgreichen deutschen Invasion Großbritanniens durch die Sonderkommandos der SS-Einsatzgruppen mit besonderer Priorität ausfindig gemacht und verhaftet werden sollten.

## Schriften
- Bestimmung der Löslichkeitslinie des Eisencarbids (Fe3C) in γ-Eisen. Untersuchungen über die Polyederstruktur in Eisen-Kohlenstofflegierungen, 1911.